# Jammerbergia formops
La jammerbergia (Jammerbergia formops) è un anfibio estinto, appartenente ai temnospondili. Visse nel Triassico medio (Anisico, circa 245 milioni di anni fa) e i suoi resti fossili sono stati ritrovati in Sudafrica.

## Descrizione
Questo animale è noto solo per un cranio ben conservato, privo di mandibole e conservato come calco naturale. Il cranio era di forma allungata, triangolare se visto dall'alto e dotato di una breve zona postorbitale. Le orbite erano piuttosto piccole e posizionate abbastanza indietro nel cranio. Il cranio possiede sia caratteristiche primitive che derivate, ed era dotato di due corna tabulari piuttosto piatte e allargate distalmente, dirette lateralmente; l'incisura otica era quindi aperta. Come tutti gli animali simili, Jammerbergia doveva essere dotato di un grande corpo relativamente appiattito e di quattro arti brevi e poco ossificati. 

## Classificazione
Jammerbergia formops venne descritto per la prima volta nel 2003, sulla base di un cranio fossile ritrovato nella zona di Jammerberg, (Distretto di Wepener, Stato Libero dell'Orange, Sudafrica) nella formazione Burgersdorp. È probabile che i resti provengano dalla subzona B della "Zona a Cynognathus". Jammerbergia è considerato un membro derivato dei capitosauroidi (mastodonsauridi, secondo lo studio del 2003), un gruppo di anfibi temnospondili solitamente di grandi dimensioni e dalle abitudini acquatiche. Nello stesso studio è stata istituita un'altra specie di temnospondilo, Paracyclotosaurus morganorum, proveniente da terreni poco più recenti (subzona C della "zona a Cynognathus"), con la quale Jammerbergia condivide almeno una sinapomorfia: le grandi corna tabulari espanse posteriormente. È possibile che Jammerbergia e Paracyclotosaurus possano rappresentare sister taxons. 